# Bequartia gigantea
Bequartia gigantea är en stekelart som beskrevs av Josef Fahringer 1936. Bequartia gigantea ingår i släktet Bequartia och familjen bracksteklar. Inga underarter finns listade.